# 古田敦也のプロ野球ベストゲーム
『古田敦也のプロ野球ベストゲーム』（ふるたあつやのプロやきゅうベストゲーム）は、NHK BS1で放送されていた日本プロ野球のドキュメント番組。

## 概要
日本プロ野球は1934年に設立された大日本東京野球倶楽部（現・読売巨人軍）が2014年に満80周年を迎えた。そこで、過去80年にわたって繰り広げられたプロ野球の試合における歴史的な名勝負にスポットライトを当てる。番組の冠である野球評論家の古田敦也がその名勝負の数々について分析、選手の心理や勝負のポイントを「打者」「捕手」「監督・指導者」の3つの視点から洗い出す。また取り上げた試合の当事者やファンなど関係者にもインタビューを行う。

## 放送日時
- パイロット版：2013年5月3日 22:00 - 22:50
- レギュラー版：2013年11月8日 - 2014年3月14日 金曜 23:00 - 23:45

2014年1月から2月中旬までは、「ソチオリンピック」関連の事前番組「スポーツトライアングル・ソチ編」及び中継のため休止。
2014年度は「プロ野球80周年記念特別編成」（12月に実施）に合わせる形で、2013年度に放送したベストゲームの視聴者アンケートを基に、上位4試合を随時再放送した。

## 取り上げた試合
対象試合の球団名・球場名は試合開催当時のもの。（再）＝2014年に行った「あなたが選ぶベストゲーム」で上位にランキングされた試合のアンコール放送日。
| 回  | 放送日                              | サブタイトル                  | 取り上げた試合                                                                 | 当事者                                         | ゲスト                         |
| --- | ----------------------------------- | ----------------------------- | ------------------------------------------------------------------------------ | ---------------------------------------------- | ------------------------------ |
| 0   | 2013年5月3日                        | 阪神・バックスクリーン3連発   | 1985年4月17日「阪神対巨人」（阪神甲子園球場）                                  | 掛布雅之、岡田彰布、ランディ・バース、槙原寛己 | 遠藤章造、糸井重里             |
| 01  | 2013年11月8日 （再）2015年1月16日   | 10.8決戦                      | 1994年10月8日「中日対巨人」（ナゴヤ球場）                                      | 桑田真澄、今中慎二、大豊泰昭                   | 加藤晴彦、徳光和夫             |
| 02  | 2013年11月15日 （再）2014年12月28日 | 悲劇のダブルヘッダー（10.19） | 1988年10月19日「ロッテ対近鉄」（川崎球場）                                     | 阿波野秀幸、高沢秀昭                           | ピエール滝、里見まさと         |
| 03  | 2013年11月22日                      | “盟主”を射止めた情報戦        | 1987年の日本シリーズ・「西武対巨人」（西武ライオンズ球場・後楽園球場）         | 伊原春樹、篠塚和典                             | 松崎しげる、ヨネスケ（桂米助） |
| 04  | 2013年11月29日                      | IDとギャンブルの逆襲          | 1993年の日本シリーズ・「ヤクルト対西武」（明治神宮野球場・西武ライオンズ球場） | 野村克也、石毛宏典                             | 周防正行、今野浩喜             |
| 05  | 2013年12月6日 （再）2014年12月12日  | 負けないエース・涙の理由      | 2006年のパリーグプレーオフ・「日本ハム対ソフトバンク」（札幌ドーム）           | 斉藤和巳、白井一幸                             | 博多華丸、蛍原徹               |
| 06  | 2013年12月13日 （再）2015年3月13日  | 代打男・奇跡の優勝弾          | 2001年9月26日「近鉄対オリックス」（大阪ドーム）                                | 北川博敏、大久保勝信                           | キダ・タロー、岡田圭右         |
| 07  | 2013年12月20日                      | 「型破り」で日本一を目指せ    | 1998年の日本シリーズ「横浜対西武」（横浜スタジアム、西武ドーム球場）           | 権藤博                                         | やくみつる、ゴルゴ松本         |
| 08  | 2014年2月28日                       | 幻のスピードスター 一瞬の輝き | 1993年6月9日「ヤクルト対巨人」（石川県立野球場）                               | 伊藤智仁、篠塚和典                             | 春風亭昇太、大友康平           |
| 09  | 2014年3月7日                        | 赤ヘル軍団 炎の絆             | 1991年10月13日「広島対阪神」（広島市民球場）                                   | 大野豊、達川光男                               | 千秋、風見しんご               |
| 010 | 2014年3月14日                       | 楽天 栄光への敗北             | 2009年のパリーグCS（札幌ドーム）「日本ハム対楽天」                             | 野村克也、梨田昌孝、嶋基宏                     | 伊集院光、サンドウィッチマン   |
| 011 | 2015年3月20日                       | 近鉄優勝・ブライアント4連発   | 1989年10月12日「西武対近鉄」（西武ライオンズ球場・ダブルヘッダー）             | ラルフ・ブライアント、大石大二郎、伊東勤       | 宮川大助、小木博明             |